# Seed (The Walking Dead)
«Semilla» —título original en inglés: «Seed»— es el episodio estreno de la tercera temporada de la serie de terror y apocalíptica The Walking Dead. Se transmitió en AMC en los Estados Unidos el 14 de octubre de 2012. Mientras que en España y Latinoamérica el episodio se emitío el 15 de octubre y 16 de octubre del mismo año respectivamente por FOX International.
El episodio estuvo dirigido por Ernest Dickerson y el guion estuvo a cargo de Glen Mazzara.
En este episodio el grupo de Atlanta y los Greene encuentran una prisión abandonada, la cual pretenden convertir en su nuevo refugio. Mientras Rick sigue evadiendo fríamente a su esposa cuyo embarazo está más progresado.

## Trama
Han trascurrido 8 meses después de que la manada de caminantes invadiera la granja de Hershel (Scott Wilson), con el mundo cada vez más peligroso y el embarazo de Lori (Sarah Wayne Callies) avanzando, Rick (Andrew Lincoln) y su grupo ahora están en búsqueda de un refugio seguro, ya que Lori debe dar a luz cualquier día. Rick y Daryl (Norman Reedus) se topan con un establecimiento penitenciario mientras buscan comida. El grupo limpia el patio de la prisión exterior de los caminantes y asegura su posición dentro de las vallas. Como muchos de los caminantes enviados llevan uniformes de la prisión o de la guardia, Rick cree que la prisión puede haber caído temprano durante la epidemia y podría contener una gran reserva de suministros. Planean su enfoque para el día siguiente.
Mientras tanto, Andrea (Laurie Holden) ha caído gravemente enferma desde que se separó del grupo y Michonne (Danai Gurira), revela ser la figura encapuchada que la rescató de la granja de Hershel, la acogió. Michonne mantiene a Andrea en un casillero de carne mientras busca aspirina u otro medicamento para reducir la fiebre de Andrea. Andrea siente como una carga para Michonne y le dice que proceda sin ella, pero Michonne se niega y se dirige a un refugio más seguro con ella.
Rick y su grupo limpian metódicamente el patio interno de la prisión de los caminantes antes de mudarse a la prisión para limpiar un bloque de celdas. Daryl señala que uno vestía ropas civiles, sospechando que podría haber habido una brecha. Rick y los demás comienzan a limpiar los cuerpos de los caminantes, y le dan a Lori la oportunidad de confiarle a Hershel que teme que su hijo nazca muerto y reanimarlo como caminante, pero Hershel la tranquiliza y afirma que el niño todavía está bien. Rick, Daryl, Hershel, Glenn (Steven Yeun), Theodore "T-Dog" Douglas (IronE Singleton) y Maggie (Lauren Cohan) van en una misión de exploración a otras partes de la prisión, muchos en total oscuridad. El grupo, inadvertidamente, se encuentra con un grupo de caminantes en la oscuridad, y uno sigilosamente muerde a Hershel en la pierna. El grupo rápidamente se atrinchera en un comisario, donde Rick le amputa la pierna de Hershel para evitar que la infección se propague.

## Producción
Las filmaciones comenzaron a finales de mayo de 2012 en Coweta County. Las filmaciones en Senoia, Georgia comenzaron el 31 de mayo de 2012.
Danai Gurira hace su primera aparición como Michonne. Ella fue anunciada oficialmente, durante un episodio de  Talking Dead , para haber sido lanzado. Durante una entrevista con  The Hollywood Reporter , Kirkman dijo que "hay mucho en ese papel, y Danai, más que cualquier otra actriz, nos mostró que podía exhibir esa fuerza y mostrar el carácter intenso que ella podría ser y, al mismo tiempo, tener ese núcleo emocional y ser capaz de mostrar una vulnerabilidad en cierta medida que no vemos mucho pero definitivamente está ahí ". Él agregó, "Ella realmente era el paquete completo, y creo que ella hará un muy buen trabajo". Danai luego comentó sobre la implementación de los rasgos de su contraparte del cómic :
"Estaba tratando de investigar realmente a un personaje y permitirle tener la mayor cantidad de dimensión posible y abrirlo aún más. Lo que ves a través de la escritura y la visión del creador, lo agregas llevándote tu completo la humanidad y al profundizar realmente en los antecedentes del personaje y sus motivos y miedos; todas esas cosas pueden hacer que un personaje multidimensional cobre vida. Así es como he sido entrenado desde el principio y cómo he creado personajes en el pasado en el escenario o a través de mi dramaturgia. Planeo traer todo eso a la mesa para permitir que Michonne sea tan excelente y con un gran plexque la hacen espectacular. Estoy emocionado de darle vida como alguien que realmente tiene mucha vida y mucha complejidad."

### Actuación

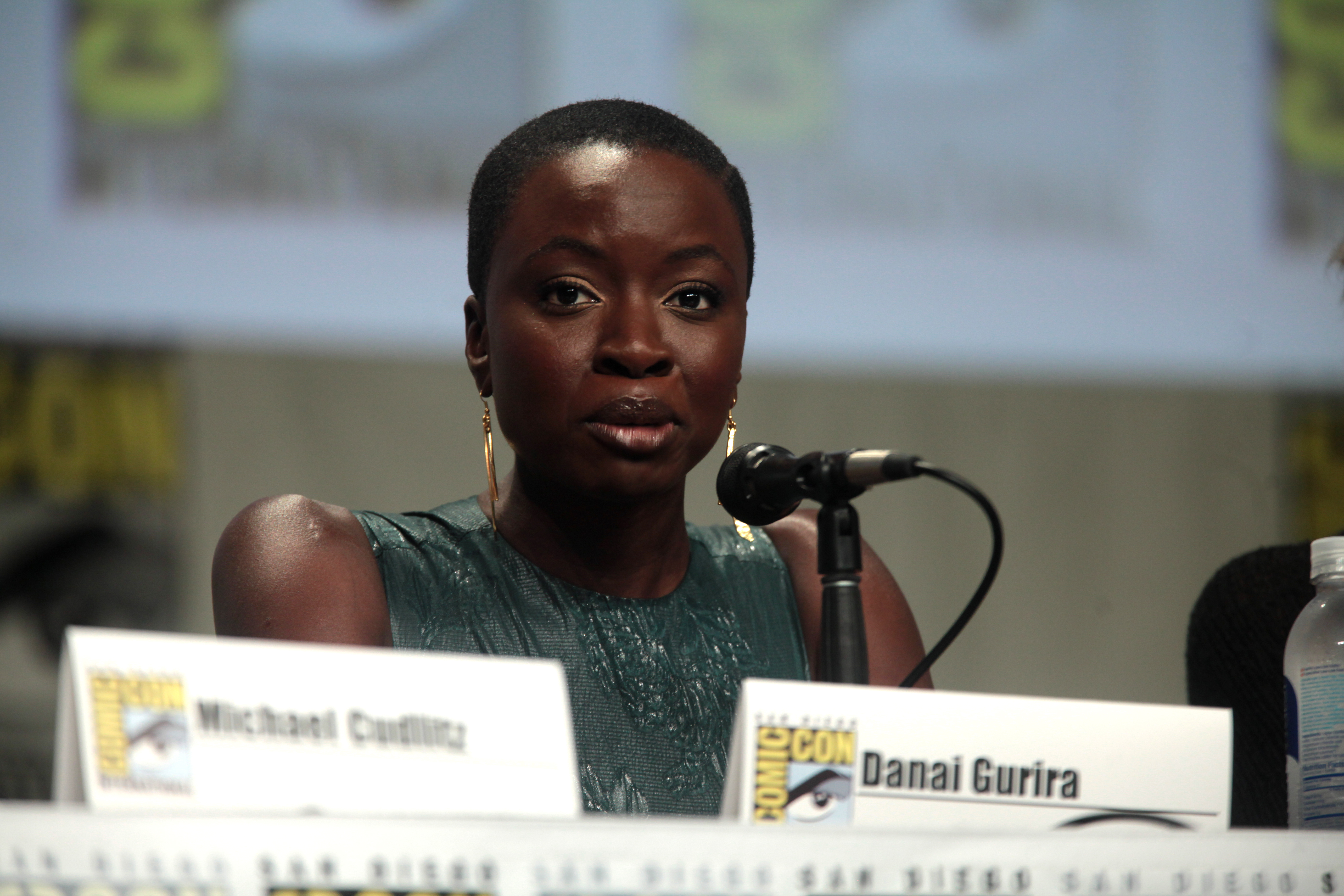
Danai Gurira hizo su primera aparición como Michonne en este episodio.

La actriz africana Danai Gurira se unió al elenco principal en su primera aparición oficial en el episodio como Michonne, un personaje original de las historietas y muy popular entre los fanáticos de la serie.

## Recepción

### Índices de audiencia
Desde su transmisión el 14 de octubre de 2012, "Seed" ha roto records con una audiencia de 10.9 millones de espectadores, volviéndose el drama más visto de la historia de la AMC, y el episodio más visto de la serie hasta la fecha, superando el récord alcanzado anteriormente por el final de la segunda temporada: "Beside the Dying Fire". El estreno de la temporada 3 subió un 33.4% desde el estreno de la segunda temporada: "What Lies Ahead".

### Crítica
El episodio fue recibido positivamente por los críticos. Zack Handlen de The A.V. Club, le dio al episodio una A-; en una categoría de la A a F. Eric Goldman de IGN le dio al episodio un 9.2 de 10.